# Es Banhs de Tredòs
Es Banhs de Tredòs és un balneari del municipi de Naut Aran (Vall d'Aran) inclòs en l'Inventari del Patrimoni Arquitectònic de Catalunya.

## Descripció
Seguint la ribera d'Aiguamòg a 8 km s'arriba a l'establiment termal d'Es Banhs de Tredòs, d'aigües sulfuroses i sòdiques a 30 °C. L'antic edifici està situat a la vorera esquerra de l'esmentat riu, és de planta rectangular i d'un sol pis. Les cambres de bany es troben en els baixos i les habitacions al damunt. A l'interior de l'edifici brollen dues fonts, una a temperatura superior a l'altra. El comú de Tredòs es reserva l'ús d'una piscina exterior, d'acord amb un antic costum. En el pavelló d'hidroteràpia es conserven les banyeres originals.

## Història
Els vestigis romans localitzats a la contrada, com ara un bust de la deessa Isis, demostren l'ús d'aquests banys des de les èpoques més antigues. El qüestionari Francisco de Zamora consigna l'existència de tres fonts medicinals en la ribera d'Aiguamòg i terme de Salardú, dues d'elles a una distància d'una hora i mitja de Tredòs, i la tercera una mica més lluny. La primera font de mitja qualitat i d'olor sulfurós, servia per al bany de paralítics, artrítics i reumàtics, així com per guarir malalties mentals ("intemperia frígida de cerebro"), de la pell, i també de fetge. Sota prescripció mèdica hi acudia molta gent, encara que només hi havia un cobert (1788). Sembla que el primer edifici residencial, d'una sola planta, es va construir un segle més tard (1885) i es va ampliar posteriorment amb un pis superior (1904) i una capella (1908). Es Banhs restaren fora de servei des de l'any 1944 fins a mitjans dels 90, en què es van tornar a obrir al públic.